# نصرت شرقی
نَصرت شرقی خواننده اهل افغانستان است. وی یکی از بانفوذترین هنرمندان افغان در آمریکا در طول دهه‌های ۱۹۸۰ و ۱۹۹۰ میلادی است.
او حرفه موسیقی را در سنین جوانی شروع کرد. در کابل در دبیرستان فرانسوی استقلال تحصیل کرد و سپس به ترکیه سفر کرد و در دانشگاه آنکارا مشغول به تحصیل شد.
وی در حال حاضر به علت بیماری قادر به ادامهٔ کار در زمینهٔ موسیقی نیست.